# Duarte Pinto Coelho
Duarte Maria Egas de Avillez Pinto Coelho (4 de febrero de 1923-4 de julio de 2010) fue un decorador y coleccionista portugués. 
Duarte Pinto Coelho nació en Cascaes en 1923, e inició sus estudios en Derecho en Portugal con la intención de acceder a la carrera diplomática. A mediados de la década de 1940 marcha a París junto a su amigo António Carvalho da Silva y rápidamente se introduce en la vida frenética de la posguerra de la ciudad parisina. En esos años labró una nutrida agenda de contactos, entre los que se encontraban Coco Chanel, Elsa Schiaparelli, Salvador Dalí, Truman Capote, Maria Callas, Amália Rodrigues o Wallis Simpson.
Allí, según manifestaba Pinto Coelho, aprendió de grandes decoradores y tuvo la suerte de conocer los interiores de casas fantásticas de gente como el barón Alexis de Rede Barons de Rothschild y otras muchas familias conocidas. En 1955, se trasladó a Madrid, donde encontró un escenario propicio de reconstrucción después de la Guerra Civil. En esta ciudad abrió una tienda de antigüedades y poco después comenzó a trabajar como decorador de viviendas particulares y espacios públicos, especialmente para la aristocracia. Su labor tuvo reconocimiento en España e internacionalmente. La lista de clientes de Pinto Coelho fue amplísima, trabajó en la India para el Marajá de Jaipur, en Europa para la princesa Béatrice de Habsburgo y en Portugal, en la decoración del Ministerio de los Negocios Extranjeros, del Grémio Literario y del Restaurante Alviz.
En 2001, recibió la Medalla de Oro al mérito en las Bellas Artes de España, en reconocimiento a su labor como coleccionista de arte, como la de piezas malagueñas en terracota del siglo XIX, expuesta en 2003 en el Museo Nacional de Artes Decorativas. Murió el 4 de julio de 2010 en Trujillo, España.